# Casablanca Records
Casablanca Records je americké hudební vydavatelství, založené v roce 1973, v současnosti plně vlastněné vydavatelstvím Warner Music Group. Vydává zejména disco, ale i rock a další žánry. Největší úspěch firma zaznamenala v 70. letech 20. století

## Umělci nahrávající u Casablanca Records

### Minulost
- Kiss
- Cher
- Village People
- Peter Noone
- Peter Criss
- T. Rex
- Donna Summer
- Giorgio Moroder
- Lindsay Lohan

### Současnost
- Scissor Sisters
- Kavinsky
- Sub Focus
- Serebro
- Bingo Players
- Chase & Status
- Duck Sauce
- Ladyhawke
- Tiësto